# 57.ª edición de los Premios Grammy
La 57.ª edición de los Premios Grammy se celebró el 8 de febrero de 2015 en el Staples Center de Los Ángeles, en reconocimiento a los logros discográficos alcanzados por los artistas musicales durante el año anterior. La ceremonia se transmitió en vivo por la cadena CBS como anfitrión a LL Cool J. Las votaciones fueron realizadas por los miembros de la The Recording Academy en los meses de septiembre, octubre y noviembre de 2014. El 5 de diciembre de 2014 las nominaciones fueron anunciadas, correspondiente al periodo de elección del 1 de octubre de 2013 al 30 de septiembre de 2014.

## Ceremonia Pre-transmisión
No todos los Grammys se entregaron durante la transmisión en vivo. Como en ediciones anteriores, la mayoría de los galardones fueron entregados durante la llamada ceremonia previa a la transmisión por televisión celebrada en el Teatro Nokia junto al Staples Center, que tiene lugar durante la tarde antes del espectáculo principal. Desde 2015, esta ceremonia se conoce como la Ceremonia Premiere. Aproximadamente 70 premios Grammy se entregaron en esta ceremonia.

## Actuaciones
| Artistas                                       | Canciones                                 |
| ---------------------------------------------- | ----------------------------------------- |
| AC/DC                                          | "Rock Or Bust" "Highway to Hell"          |
| Ariana Grande                                  | "Just A Little Bit Of Your Heart"         |
| Madonna                                        | "Living for Love"                         |
| Gwen Stefani Adam Levine                       | "My Heart is Open"                        |
| Lady Gaga Tony Bennett                         | "Cheek to Cheek"                          |
| Ed Sheeran John Mayer Herbie Hancock Questlove | "Thinking Out Loud"                       |
| Ed Sheeran ELO                                 | "Evil Woman" Mr. Blue Sky"                |
| Eric Church                                    | "Give Me Back My Hometown"                |
| Sam Smith Mary J. Blige                        | "Stay With Me"                            |
| Juanes                                         | "Juntos (Together)"                       |
| Usher Stevie Wonder                            | "If It's Magic"                           |
| Miranda Lambert                                | "Little Red Wagon"                        |
| Beyoncé Common John Legend                     | "Take My Hand, Precious Lord" "Glory"     |
| Rihanna Kanye West Paul McCartney              | "FourFiveSeconds"                         |
| Tom Jones Jessie J                             | "You've Lost That Lovin' Feelin'"         |
| Hozier Annie Lennox                            | "Take Me to Church" I Put a Spell on You" |
| Katy Perry                                     | "By the Grace of God"                     |
| Kanye West                                     | "Only One"                                |
| Imagine Dragons                                | "Shots"                                   |
| Pharrell Williams                              | "Happy"                                   |
| Sia                                            | "Chandelier"                              |
| Beck Chris Martin                              | "Heart is a Drum"                         |

## Presentadores
- Taylor Swift – presentó el Mejor Artista Nuevo, y a Sam Smith y Mary J. Blige[10]
- Anna Kendrick – presentó a Ariana Grande[11]
- Jessie J y Tom Jones – presentaron la Mejor Interpretación Vocal Pop Solista
- Dierks Bentley – presentó a Miranda Lambert
- Pentatonix y Barry Gibb – presentaron el Mejor Álbum de Pop Vocal
- Miley Cyrus y Nicki Minaj – presentaron a Madonna
- Josh Duhamel, Julian Edelman y Malcolm Butler – presentaron el Mejor Álbum de Rock
- Smokey Robinson y Nile Rodgers – presentaron la Mejor Interpretación de R&B
- James Corden – presentó a Ed Sheeran y John Mayer
- Ryan Seacrest – presentó a Adam Levine y Gwen Stefani
- Meghan Trainor y Nick Jonas – presentaron el Mejor Álbum Country[12][13][14]
- The Weeknd – presentó a Pharrell Williams y Lang Lang
- Katharine McPhee – presentó a Lady Gaga y Tony Bennett
- Keith Urban – presentó a Eric Church
- Gina Rodriguez – presentó a Juanes[15]
- Prince – presentó el Álbum del Año
- Shia LaBeouf – presentó a Sia junto a Kristen Wiig y Maddie Ziegler
- Enrique Iglesias – presentó la Canción del Año
- Dave Grohl – presentó a Beck y Chris Martin
- Jamie Foxx y Stevie Wonder – presentaron la Grabación del Año
- Gwyneth Paltrow – presentó a Beyoncé[16]

## Ganadores y nominados

### Generales
Álbum del año
- Morning Phase – Beck; Beck Hansen (productores); Tom Elmhirst, David Greenbaum, Florian Lagatta, Cole Marsden, Greif Neill, Robbie Nelson, Darrell Thorp, Cassidy Turbin & Joe Visciano (mezcladores); Bob Ludwig (masterización)
- Beyoncé – Beyoncé; Chimamanda Ngozi Adichie, Drake, Jay-Z & Frank Ocean (colaboradores); Ammo, Boots, Noel "Detail" Fisher, Jerome Harmon, Hit-Boy, Beyoncé Knowles, Terius "The Dream" Nash, Caroline Polachek, Rey Reel, Noah "40" Shebib, Ryan Tedder, Timbaland, Justin Timberlake, Key Wane & Pharrell Williams (productores); Boots, Noel Cadastre, Noel "Gadget" Campbell, Rob Cohen, Andrew Coleman, Chris Godbey, Justin Hergett, James Krausse, Mike Larson, Jonathan Lee, Tony Maserati, Ann Mincieli, Caroline Polachek, Andrew Scheps, Bart Schoudel, Noah "40" Shebib, Ryan Tedder, Stuart White & Jordan "DJ Swivel" Young (mezcladores); Tom Coyne, James Krausse & Aya Merrill (masterización)
- X – Ed Sheeran; Jeff Bhasker, Benny Blanco, Jake Gosling, Johnny McDaid, Rick Rubin & Pharrell Williams (productores); Andrew Coleman, Jake Gosling, Matty Green, William Hicks, Tyler Sam Johnson, Jason Lader, Johnny McDaid, Chris Scafani, Mark Stent & Geoff Swan (mezcladores); Stuart Hawkes (masterización)
- In the Lonely Hour – Sam Smith; Steve Fitzmaurice, Komi, Howard Lawrence, Zane Lowe, Mojam, Jimmy Napes, Naughty Boy, Fraser T Smith, Two Inch Punch & Eg White (productores); Michael Angelo, Graham Archer, Steve Fitzmaurice, Simon Hale, Darren Heelis, James Murray, Jimmy Napes, Mustafa Omer, Dan Parry, Steve Price & Eg White (mezcladores); Tom Coyne & Stuart Hawkes (masterización)
- G I R L – Pharrell Williams; Alicia Keys & Justin Timberlake (colaboradores); Pharrell Williams (productor); Leslie Brathwaite, Adrian Breakspear, Andrew Coleman, Jimmy Douglas, Hart Gunther, Mick Guzauski, Florian Lagatta, Mike Larson, Stephanie McNally, Alan Meyerson, Ann Mincieli & Kenta Yonesaka (mezcladores); Bob Ludwig (masterización)

Grabación del año
- "Stay with Me (Darkchild Version)" – Sam Smith; Steve Fitzmaurice, Rodney Jerkins & Jimmy Napes (productores); Steve Fitzmaurice, Jimmy Napes & Steve Price (mezcladores); Tom Coyne (masterización)
- "Fancy" – Iggy Azalea feat Charli XCX; The Arcade & The Invisible Men (productores); Anthony Kilhofler & Eric Weaver (mezcladores); Miles Showell (masterización)
- "Chandelier" – Sia; Greg Kurstin & Jesse Shatkin (productores); Greg Kurstin, Manny Marroquin & Jesse Shatkin (mezcladores); Emily Lazar (masterización)
- "Shake It Off" – Taylor Swift; Max Martin & Shellback (productores); Serban Ghenea, John Hanes, Sam Holland & Michael Ilbert (mezcladores); Tom Coyne (masterización)
- "All About That Bass" – Meghan Trainor; Kevin Kadish (productores); Kevin Kadish (mezclador); Dave Kutch (masterización)

Canción del año
- "Stay with Me (Darkchild Version)" – James Napier, William Phillips & Sam Smith (compositores); Sam Smith (intérprete)
- "All About That Bass" – Kevin Kadish & Meghan Trainor (compositores); Meghan Trainor (intérprete)
- "Chandelier" – Sia Furler & Jesse Shatkin (compositores); Sia (intérprete)
- "Shake It Off" – Max Martin, Shellback & Taylor Swift (compositores); Taylor Swift (intérprete)
- "Take Me to Church" – Andrew Hozier-Byrne (compositores); Hozier (intérprete)

Mejor artista novel
- Sam Smith
- Iggy Azalea
- Bastille
- Brandy Clark
- Haim[17]

### Alternativa
Mejor álbum de música alternativa
- St. Vincent – St. Vincent
- This Is All Yours – alt-J
- Reflektor – Arcade Fire
- Melophobia – Cage the Elephant
- Lazaretto – Jack White

### Clásica
Mejor interpretación orquestal
- Adams, John: City Noir – David Robertson (director), St. Louis Symphony
- Dutilleux: Symphony No. 1; Tout un monde lointain...; The Shadows Of Time – Ludovic Morlot (director), Seattle Symphony
- Dvořák: Symphony No. 8; Janacek: Symphonic Suite From Jenůfa – Manfred Honeck (director), Pittsburgh Symphony Orchestra
- Schumann: Symphonien 1-4 – Simon Rattle (director), Berliner Philharmoniker
- Sibelius: Symphonies Nos. 6 & 7; Tapiola – Robert Spano (director), Atlanta Symphony Orchestra

Mejor grabación de ópera
- Charpentier: La descente d'Orphée aux enfers – Renate Wolter-Seevers (productor); Paul O'Dette y Stephen Stubbs (directores); Aaron Sheehan (solista); Boston Early Music Festival Chamber Ensemble; Boston Early Music Festival Vocal Ensemble
- Milhaud: L'Orestie D'Eschyle – Tim Handley (productor); Kenneth Kiesler (director); Dan Kempson, Jennifer Lane, Tamara Mumford & Brenda Rae (solistas); University of Michigan Percussion Ensemble, University of Michigan Symphony Orchestra; University of Michigan Chamber Choir, University of Michigan Orpheus Singers, University of Michigan University Choir & UMS Choral Union
- Rameau: Hippolyte et Aricie – Sébastien Chonion (productor); William Christie (director); Sarah Connolly, Stéphane Degout, Christiane Karg, Ed Lyon y Katherine Watson (solistas); Orchestra of the Age of Enlightenment, Coro de Glyndebourne
- Schönberg: Moses und Aron – Reinhard Oechsler (productor); Sylvain Cambreling (director); Andreas Conrad & Franz Grundheber (solistas); SWR Sinfonieorchester Baden-Baden und Freiburg; EuropaChorAkademie
- Strauss: Elektra – Magdalena Herbst (productor); Christian Thielemann (director); Evelyn Herlitzius, Waltraud Meier, René Pape & Anne Schwanewilms; Staatskapelle Dresden; Sächsischer Staatsopernchor Dresden

Mejor interpretación coral
- The Sacred Spirit Of Russia – Craig Hella Johnson, director; Conspirare
- Bach: Matthäus-Passion – René Jacobs (director), Werner Güra & Johannes Weisser; Akademie Für Alte Musik Berlin; RIAS Kammerchor & Staats-Und Domchor Berlin
- Dyrud: Out Of Darkness – Vivianne Sydnes (director), Erlend Aagaard Nilsen & Geir Morten Øien; Sarah Head & Lars Sitter; Nidaros Cathedral Choir
- Holst: First Choral Symphony; The Mystic Trumpeter – Andrew Davis (director); Stephen Jackson, (director del coro); Susan Gritton, Orquesta Sinfónica de la BBC, BBC Sinfónica Coro
- Mozart: Requiem Mass in D minor – John Butt (director), Matthew Brook, Rowan Hellier, Thomas Hobbs & Joanne Lunn; Dunedin Consort

Mejor interpretación de conjunto musical pequeño o música de cámara
- In 27 Pieces. The Hilary Hahn Encores – Hilary Hahn & Cory Smythe
- Dreams & Prayers – David Krakauer & A Far Cry
- Martinů: Cello Sonatas Nos. 1-3 – Steven Isserlis & Olli Mustonen
- Partch: Castor & Pollux – Partch
- Sing Thee Nowell – New York Polyphony

Mejor solista instrumental clásico
- Play – Jason Vieaux
- All The Things You Are – Leon Fleisher
- The Carnegie Recital – Daniil Trifonov
- Dutilleux: Symphony No. 1; Tout Un Monde Lointain; The Shadows Of Time – Xavier Phillips; Ludovic Morlot (director); Seattle Symphony
- Toccatas – Jory Vinikour

Mejor solista vocal clásico
- Douce France – Anne Sofie Von Otter; Bengt Forsberg (acompañante); Carl Bagge, Margareta Bengston, Mats Bergström, Per Ekdahl, Bengan Janson, Olle Linder & Antoine Tamestit
- Porpora: Arias – Philippe Jaroussky; Andrea Marcon (director); Cecilia Bartoli; Venice Baroque Orquesta
- Schubert: Die Schöne Müllerin – Florian Boesch; Malcolm Martineau (acompañante)
- Stella Di Napoli – Joyce DiDonato; Riccardo Minasi (director); Chœur De L'Opéra National De Lyon; Orchestre De L'Opéra National De Lyon
- Virtuoso Rossini Arias – Lawrence Brownlee; Constantine Orbelian (director); Kaunas City Symphony Orchestra

Mejor compendio musical clásico
- Partch: Plectra & Percussion Dances – Partch; John Schneider (productor)
- Britten To America – Jeffrey Skidmore (director); Colin Matthews (productor)
- Mieczys aw Weinberg – Giedr Dirvanauskait, Daniil Grishin, Gidon Kremer & Daniil Trifonov; Manfred Eicher (productor)
- Mike Marshall & The Turtle Island Quartet – Mike Marshall & Turtle Island Quartet; Mike Marshall (productor)
- The Solent. Fifty Years Of Music By Ralph Vaughan Williams – Paul Daniel (director); Andrew Walton (productor)

Mejor composición de música clásica contemporánea
- Adams: Become Ocean – John Luther Adams (compositor); Ludovic Morlot & Seattle Symphony
- Clyne: Prince Of Clouds – Anna Clyne (compositora); Jaime Laredo, Jennifer Koh, Vinay Parameswaran & Curtis Ensemble 20/21
- Crumb: Voices From The Heartland – George Crumb (compositor); Ann Crumb, Patrick Mason, James Freeman & Orchestra 2001
- Paulus: Concerto For Two Trumpets & Band – Stephen Paulus (compositor); Eric Berlín, Richard Kelley, James Patrick Miller & UMASS Wind Ensemble
- Sierra: Sinfonía No. 4 – Roberto Sierra (compositor); Giancarlo Guerrero & Nashville Symphony

### Comedia
Mejor álbum de comedia
- Mandatory Fun – "Weird Al" Yankovic
- Obsessed – Jim Gaffigan
- Oh My God – Louis C.K.
- Tragedy Plus Comedy Equals Time – Patton Oswalt
- We Are Miracles – Sarah Silverman

### Composición y arreglos
Mejor composición instrumental
- "The Book Thief" – John Williams (compositor); John Williams
- "Last Train To Sanity" – Stanley Clarke (compositor); The Stanley Clarke Band)
- "Life In The Bubble" – Gordon Goodwin (compositor); Gordon Goodwin's Big Phat Band)
- "Recognition" – Rufus Reid (compositor); Rufus Reid)
- "Tarnation" – Edgar Meyer & Chris Thile (compositores); Chris Thile & Edgar Meyer)

Mejor arreglo, instrumental o a capela
- "Daft Punk" – Ben Bram, Mitch Grassi, Scott Hoying, Avi Kaplan, Kirstie Maldonado & Kevin Olusola (arreglistas); Pentatonix
- "Beautiful Dreamer" – Pete McGuinness (arreglista); The Pete McGuinness Jazz Orquesta
- "Get Smart" – Gordon Goodwin (arreglista); Gordon Goodwin's Big Phat Band
- "Guantanamera" – Alfredo Rodríguez (arreglista); Alfredo Rodríguez
- "Moon River" – Chris Walden (arreglista); Amy Dickson

Mejor arreglo instrumental con acompañamiento vocal
- "New York Tendaberry" – Billy Childs (arreglista); Billy Childs Feat.Renée Fleming & Yo-Yo Ma
- "All My Tomorrows" – Jeremy Fox (arreglista); Jeremy Fox feat. Kate McGarry
- "Goodnight America" – Vince Mendoza (arreglista); Mary Chapin Carpenter
- "Party Rockers" – Gordon Goodwin (arreglista); Gordon Goodwin's Big Phat Banda
- "What Are You Doing The Rest Of Your Life?" – Pete McGuinness (arreglista); The Pete McGuinness Jazz Orquesta

### Composición para medio visual
Mejor recopilación de banda sonora para película, televisión u otro medio visual
- Frozen – Varios intérpretes
- American Hustle – Varios intérpretes
- Get On Up: The James Brown Story – James Brown
- Guardians Of The Galaxy: Awesome Mix Vol. 1 – Varios intérpretes
- The Wolf of Wall Street – Varios intérpretes

Mejor álbum de banda sonora para película, televisión u otro medio visual
- The Grand Budapest Hotel – Alexandre Desplat (compositor)
- Frozen – Christophe Beck (compositor)
- Gone Girl – Trent Reznor & Atticus Ross (compositores)
- Gravity – Steven Price (compositor)
- Saving Mr. Banks – Thomas Newman (compositor)

Mejor canción escrita para una película, televisión u otro medio visual
- "Let It Go" (de Frozen) – Kristen Anderson-Lopez & Robert Lopez (compositores); Idina Menzel (intérprete)
- "Everything Is Awesome" (de The Lego Movie) – Joshua Bartholomew, Lisa Harriton, Shawn Patterson, Andy Samberg, Akiva Schaffer & Jorma Taccone (compositores); Tegan and Sara feat. The Lonely Island (intérpretes)
- "I See Fire" (de El hobbit: la desolación de Smaug) – Ed Sheeran (compositor e intérprete)
- "I'm Not Gonna Miss You" (de Glen Campbell: I'll Be Me) – Glen Campbell & Julian Raymond (compositores); Glen Campbell (intérprete)
- "The Moon Song" (de Her) – Spike Jonze & Karen O (compositores); Scarlett Johansson & Joaquin Phoenix (intérpretes)

### Contemporánea instrumental
Mejor álbum contemporáneo instrumental
- Bass & Mandolin – Chris Thile & Edgar Meyer
- Wild Heart – Mindi Abair
- Slam Dunk – Gerald Albright
- Nathan East – Nathan East
- Jazz Funk Soul – Jeff Lorber, Chuck Loeb & Everette Harp

### Country
Mejor interpretación de country solista
- "Something in the Water" – Carrie Underwood
- "Give Me Back My Hometown" – Eric Church
- "Invisible" – Hunter Hayes
- "Automatic" – Miranda Lambert
- "Cop Car" – Keith Urban

Mejor actuación rap, duo o grupo
- "Gentle on My Mind" – The Band Perry
- "Somethin' Bad" – Miranda Lambert & Carrie Underwood
- "Day Drinking" – Little Big Town
- "Meanwhile Back at Mama's – Tim McGraw feat. Faith Hill
- "Raise 'Em Up" – Keith Urban feat. Eric Church

Mejor canción country
- "I'm Not Gonna Miss You" – Glen Campbell & Julian Raymond (compositores); Glen Campbell (intérprete)
- "American Kids" – Rodney Clawson, Luke Laird & Shane McAnally (compositores); Kenny Chesney (intérprete)
- "Automatic" – Nicolle Galyon, Natalie Hemby & Miranda Lambert (compositores); Miranda Lambert (intérprete)
- "Give Me Back My Hometown" – Eric Church & Luke Laird (compositores); Eric Church (intérprete)
- "Meanwhile Back at Mama's" – Tom Douglas, Jaren Johnston & Jeffrey Steele (compositores); Tim McGraw feat. Faith Hill (intérpretes)

Mejor álbum de música country
- Platinum – Miranda Lambert
- Riser – Dierks Bentley
- The Outsiders – Eric Church
- 12 Stories – Brandy Clark
- The Way I'm Livin' – Lee Ann Womack

### Dance / electrónica
Mejor grabación dance
- "Rather Be" – Clean Bandit feat. Jess Glynne (intérpretes); Grace Chatto & Jack Patterson (productor); Wez Clarke & Jack Patterson (mezclador)
- Say Never" – Basement Jaxx (intérprete, productor y mezclador)
- "F For You" – Disclosure feat. Mary J. Blige (intérpretes); Disclosure (productor y mezclador)
- "I Got U" – Duke Dumont feat. Jax Jones (intérpretes); Duke Dumont & Jax Jones (productores); Tommy Forrest (mezclador)
- "Faded" – Zhu; Zhu (productor y mezclador)

Mejor álbum de dance/electrónic
- Syro – Aphex Twin
- while(1<2) – deadmau5
- Nabuma Rubberband – Little Dragon
- Do It Again – Röyksopp & Robyn
- Damage Control – Mat Zo

### Espectáculo musical
Mejor álbum de teatro musical
- Beautiful: The Carole King Musical – Jessie Mueller (solista principal); Jason Howland, Steve Sidwell & Billy Jay Stein (productores); Carole King (compositora & letrista); elenco original de Broadway
- Aladdin – James Monroe Iglehart, Adam Jacobs & Courtney Reed (solista principal); Frank Filipetti, Michael Kosarin, Alan Menken & Chris Montan (productores); Alan Menken (compositor); Howard Ashman, Chad Beguelin & Tim Rice, (letrista); elenco original de Broadway
- A Gentleman's Guide to Love and Murder – Jefferson Mays & Bryce Pinkham (solista principal); Kurt Deutsch & Joel Moss (productores); Robert L. Freedman, (letrista); Steven Lutvak (compositor & letrista); elenco original de Broadway
- Hedwig and the Angry Inch – Lena Hall & Neil Patrick Harris (solista principal); Justin Craig, Tim O'Heir & Stephen Trask (productores); Stephen Trask, (compositor & letrista; elenco original de Broadway
- West Side Story – Cheyenne Jackson & Alexandra Silber (solista principal); Jack Vad (productores); Leonard Bernstein (compositor); Stephen Sondheim (letrista); Cheyenne Jackson & Alexandra Silber con San Francisco Symphony

### Gospel / cristiana contemporánea
Mejor interpretación de música gospel/cristiana contemporánea
- "Messengers" – Lecrae feat. For King and Country (intérpretes); Torrance Esmond, Ran Jackson, Ricky Jackson, Kenneth Chris Mackey, Lecrae Moore, Joseph Prielozny, Joel Smallbone, Luke Smallbone (compositores)
- "Write Your Story" – Francesca Battistelli (intérprete); Francesca Battistelli, David Arthur Garcia, Ben Glover (compositores)
- "Come as You Are" – Crowder (intérpretes); David Crowder, Ben Glover & Matt Maher (compositores)
- "Shake" – MercyMe (intérpretes); Nathan Cochran, David Arthur Garcia, Ben Glover, Barry Graul, Bart Millard, Soli Olds, Mike Scheuchzer, Robby Shaffer (compositores)
- "Multiplied" – Needtobreathe (intérpretes); Bear Rinehart, Bo Rinehart (compositores)

Mejor canción gospel
- "No Greater Love" – Smokie Norful (intérprete); Aaron W. Lindsey, Smokie Norful (compositores)
- "Help" – Erica Campbell feat Lecrae (intérpretes); Erica Campbell, Warryn Campbell, Hasben Jones, Harold Lilly, Lecrae Moore, Aaron Sledge (compositores)
- "Sunday A.M. (Live)" – Karen Clark Sheard (intérprete); Rudy Currence, Donald Lawrence (compositores)
- "I Believe" – Mali Music (intérpretes); Kortney J. Pollard (compositores)
- "Love on the Radio" – The Walls Group (intérpretes); Kirk Franklin (compositores)

Mejor álbum gospel
- Help – Erica Campbell
- Amazing (Live) – Ricky Dillard & New G
- Withholding Nothing (Live) – William McDowell
- Forever Yours – Smokie Norful
- Vintage Worship – Anita Wilson

Mejor álbum de música cristiana contemporánea
- Run Wild. Live Free. Love Strong. – For King & Country
- If We're Honest – Francesca Battistelli
- Hurricane – Natalie Grant
- Welcome to the New – MercyMe
- Royal Tailor – Royal Tailor

Mejor álbum de raíces gospel
- Shine for All the People – Mike Farris
- Forever Changed – T. Graham Brown
- Hymns – Gaither Vocal Band
- A Cappella – The Martins
- His Way of Loving Me – Tim Menzies

### Hablado
Mejor álbum hablado
- Diary of a Mad Diva – Joan Rivers
- Actors Anonymous – James Franco
- A Call to Action – Jimmy Carter
- Carsick: John Waters Hitchhikes Across America – John Waters
- A Fighting Chance – Elizabeth Warren
- We Will Survive: True Stories of Encouragement, Inspiration, and the Power of Song – Gloria Gaynor

### Histórico
Mejor álbum histórico
- The Garden Spot Programs, 1950 – Colin Escott & Cheryl Pawelski (productores); Michael Graves, (masterización); Hank Williams (intérprete)
- Black Europe: The Sounds And Images Of Black People In Europe Pre-1927 – Jeffrey Green, Ranier E. Lotz & Howard Rye (productores); Christian Zwarg (masterización); Varios intérpretes
- Happy: The 1920 Rainbo Orquesta Sides – Meagan Hennessey & Richard Martin (productores); Richard Martin (masterización); Isham Jones Rainbo Orquesta (intérpretes)
- Longing For The Past: The 78 RPM Era In Southeast Asia – Steven Lance Ledbetter & David Murray (productores); Michael Graves (masterización); Varios intérpretes
- There's A Dream I've Been Saving: Lee Hazlewood Industries 1966-1971 (Edición Deluxe) – Hunter Lea, Patrick McCarthy & Matt Sullivan (productores); John Baldwin (masterización); Varios intérpretes

### Infantil
Mejor álbum para niños
- I Am Malala: How One Girl Stood Up For Education And Changed The World (Malala Yousafzai) – Neela Vaswani
- Appetite For Construction – The Pop Ups
- Just Say Hi! – Brady Rymer And The Little Band That Could
- The Perfect Quirk – Secret Agent 23 Skidoo
- Through The Woods – The Okee Dokee Brothers

### Jazz
Mejor solo de jazz instrumental
- "Fingerprints" – Chick Corea
- "The Eye of the Hurricane" – Kenny Barron
- "You and the Night and the Music" – Fred Hersch
- "Recorda Me" – Joe Lovano
- "Sleeping Giant" – Brad Mehldau

Mejor álbum de jazz vocal
- Beautiful Life – Dianne Reeves
- Map to the Treasure: Reimagining Laura Nyro – Billy Childs y varios intérpretes
- I Wanna Be Evil – René Marie
- Live in NYC – Gretchen Parlato
- Paris Sessions – Tierney Sutton

Mejor álbum de jazz instrumental
- Trilogy – Chick Corea Trio
- Landmarks – Brian Blade & the Fellowship Band
- Floating – Fred Hersch Trio
- Enjoy The View – Bobby Hutcherson, David Sanborn, Joey DeFrancesco feat. Billy Hart
- All Rise: A Joyful Elegy For Fats Waller – Jason Moran

Mejor álbum jazz conjunto
- Life in the Bubble – Gordon Goodwin's Big Phat Band
- The L.A. Treasures Project – Clayton-Hamilton Jazz Orquesta
- Quiet Pride: The Elizabeth Catlett Project – Rufus Reid
- Live: I Hear the Sound – Archie Shepp Attica Blues Orquesta
- OverTime: Music of Bob Brookmeyer – Vanguard Jazz Orquesta

Mejor álbum de jazz latino
- The Offense of the Drum – Arturo O'Farrill and the Afro Latin Jazz Orquesta
- The Latin Side of Joe Henderson – Conrad Herwig feat. Joe Lovano
- The Pedrito Martinez Group – Pedrito Martinez Group
- Second Half – Emilio Solla y la Inestable de Brooklyn
- New Throned King – Yosvany Terry

### Latina
Mejor álbum de pop latino
- Tangos – Rubén Blades
- Elypse – Camila
- Raíz – Lila Downs, Niña Pastori y Soledad
- Loco de amor – Juanes
- Gracias por estar aquí – Marco Antonio Solís

Mejor álbum de rock latino/alternativo
- Multi viral – Calle 13
- Behind The Machine (Detrás De La Máquina) – ChocQuibTown
- Bailar en la cueva – Jorge Drexler
- Agua maldita – Molotov
- Vengo – Ana Tijoux

Mejor álbum de música regional mexicana (incluyendo tejano)
- Mano a mano. Tangos a la manera de Vicente Fernández – Vicente Fernández
- Lástima que sean ajenas – Pepe Aguilar
- Voz y guitarra – Ixya Herrera
- 15 Aniversario – Mariachi Divas de Cindy Shea
- Alegría del Mariachi – Mariachi Los Arrieros Del Valle

Mejor álbum latino tropical tradicional
- Más + Corazón Profundo – Carlos Vives
- 50 Aniversario – El Gran Combo de Puerto Rico
- First Class To Havana – Aymee Nuviola
- Live – Palo!
- El Asunto – Totó La Momposina

### New age
Mejor álbum de new age
- Winds Of Samsara – Ricky Kej & Wouter Kellerman
- Bhakti – Paul Avgerinos
- Ritual – Peter Kater & R. Carlos Nakai
- Symphony Live In Istanbul – Kitaro
- In Love And Longing – Silvia Nakkach & David Darling